# Kopo (Bojongloa Kaler)
Kopo is een bestuurslaag in het regentschap Kota Bandung van de provincie West-Java, Indonesië. Kopo telt 29.696 inwoners (volkstelling 2010).